# PopMatters
PopMatters je původně americký internetový časopis věnující se kultuře (hudbě, televizi, filmu, viodeohrám, sportu, divadlu, umění). Publikuje různé recenze, rozhovory i obsáhlejší články. Založila ho v roce 1999 Sarah Zupko. Od roku 2006 publikuje články pro McClatchy-Tribune News Service.